# Your Power (canción de Billie Eilish)
«Your Power» —en español: «Tu poder»— es una canción de la cantante estadounidense Billie Eilish. La canción fue lanzada por Darkroom e Interscope Records el 29 de abril de 2021, como el tercer sencillo del próximo segundo álbum de estudio de Eilish, Happier Than Ever (2021). La canción fue escrita por Eilish y su hermano Finneas O'Connell, con la producción a cargo de este último.

## Antecedentes
Eilish lanzó un fragmento de «Your Power», una balada con instrumentación acústica, el 28 de abril de 2021. Con respecto a la pista, Eilish declaró que «Esta es una de mis canciones favoritas que he escrito. Me siento muy vulnerable al poner esto porque lo tengo muy cerca de mi corazón. Se trata de muchas situaciones diferentes que todos hemos presenciado o experimentado. Espero poder inspirar un cambio. Trate de no abusar de su poder».

## Composición
Los críticos, que describieron la canción como una balada folclórica, notaron el contraste tímbrico entre la pista y el trabajo más antiguo de Eilish. En un artículo, Alexis Petridis de The Guardian escribió que la canción «marca el enfoque de la banda sonora electrónica de la película de terror del álbum anterior de Eilish en favor de algo más discreto... no hay nada más que una guitarra acústica y la voz empapada de reverberación de Eilish»; a partir de entonces, Petridis notó influencias estilísticas de Mazzy Star y Lana Del Rey. Brittany Spanos de Rolling Stone compartió opiniones similares, escribiendo que «Eilish canta sobre un delicado riff de guitarra acústica».

## Vídeo musical
Un video musical acompañante fue lanzado junto con la canción. El video fue dirigido por la propia Eilish. Representa a Eilish cantando la canción en la ladera de la montaña. Una anaconda de 80 libras (36 kg) aparece más tarde y se envuelve lentamente alrededor de Eilish.

## Créditos y personal
Créditos adaptados de Tidal.
- Casey Cuayo - asistente de mezcla, personal de estudio
- John Greenham - ingeniero de masterización, personal de estudio
- Rob Kinelski - mezcla, personal de estudio
- Billie Eilish O'Connell - voz, composición
- Finneas O'Connell - productor, composición

## Posicionamiento en listas
| Listas (2021)                                           | Mejor posición |
| ------------------------------------------------------- | -------------- |
| Alemania (Offizielle Deutsche Charts)                   | 17             |
| Australia (ARIA)                                        | 9              |
| Austria (Ö3 Austria Top 40)                             | 8              |
| Bélgica (Flandes) (Ultratop 50)                         | 17             |
| Bélgica (Valonia) (Ultratop 50)                         | 47             |
| Canadá (Canadian Hot 100)                               | 6              |
| Corea del Sur (Gaon)                                    | 149            |
| Dinamarca (Tracklisten)                                 | 7              |
| Estados Unidos (Billboard Hot 100)                      | 10             |
| Estados Unidos (Adult Top 40)                           | 37             |
| Estados Unidos (Mainstream Top 40)                      | 20             |
| Estados Unidos Hot Rock & Alternative Songs (Billboard) | 2              |
| Estados Unidos Rock Airplay (Billboard)                 | 17             |
| Eslovaquia (Singles Digitál Top 100)                    | 7              |
| 47                                                      | 47             |
| Finlandia (Suomen virallinen lista)                     | 2              |
| Francia (SNEP)                                          | 41             |
| Global 200 (Billboard)                                  | 6              |
| Hungría (Single Top 40)                                 | 14             |
| Hungría (Stream Top 40)                                 | 10             |
| Irlanda (IRMA)                                          | 3              |
| Italia (FIMI)                                           | 42             |
| Japón Hot Overseas (Billboard)                          | 2              |
| Lituania (AGATA)                                        | 1              |
| Malasia (RIM)                                           | 7              |
| Noruega (VG-lista)                                      | 2              |
| Nueva Zelanda (Recorded Music NZ)                       | 5              |
| Países Bajos (Dutch Top 40)                             | 21             |
| Países Bajos (Mega Single Top 100)                      | 9              |
| Portugal (AFP)                                          | 5              |
| República Checa (Singles Digitál Top 100)               | 7              |
| Singapur (RIAS)                                         | 7              |
| Suecia (Sverigetopplistan)                              | 3              |
| Suiza (Schweizer Hitparade)                             | 4              |
| Reino Unido (UK Singles Chart)                          | 5              |